# بانک ملی صفرا نیویورک
بانک ملی صفرا نیویورک (انگلیسی: Safra National Bank of New York) شرکت خدمات مالی و بانکداری آمریکایی است، که در سال ۱۹۸۲ توسط یوسف صفرا تأسیس شد.